# Ventridens demissus
Ventridens demissus är en snäckart som först beskrevs av A. Binney 1843.  Ventridens demissus ingår i släktet Ventridens och familjen Zonitidae. Inga underarter finns listade i Catalogue of Life.